# (10930) Jinyong
(10930) Jinyong est un astéroïde de la ceinture principale.

## Description
(10930) Jinyong est un astéroïde de la ceinture principale. Il fut découvert le 6 février 1998 à la station de Xinglong par le programme Beijing Schmidt CCD Asteroid Program. Il présente une orbite caractérisée par un demi-grand axe de 3,05 UA, une excentricité de 0,11 et une inclinaison de 10,2° par rapport à l'écliptique.

## Compléments